# Dentridactylus raggei
Dentridactylus raggei är en insektsart som beskrevs av Günther, K.K. 1986. Dentridactylus raggei ingår i släktet Dentridactylus och familjen Tridactylidae. Inga underarter finns listade i Catalogue of Life.